# San Pellegrino (Giornico)

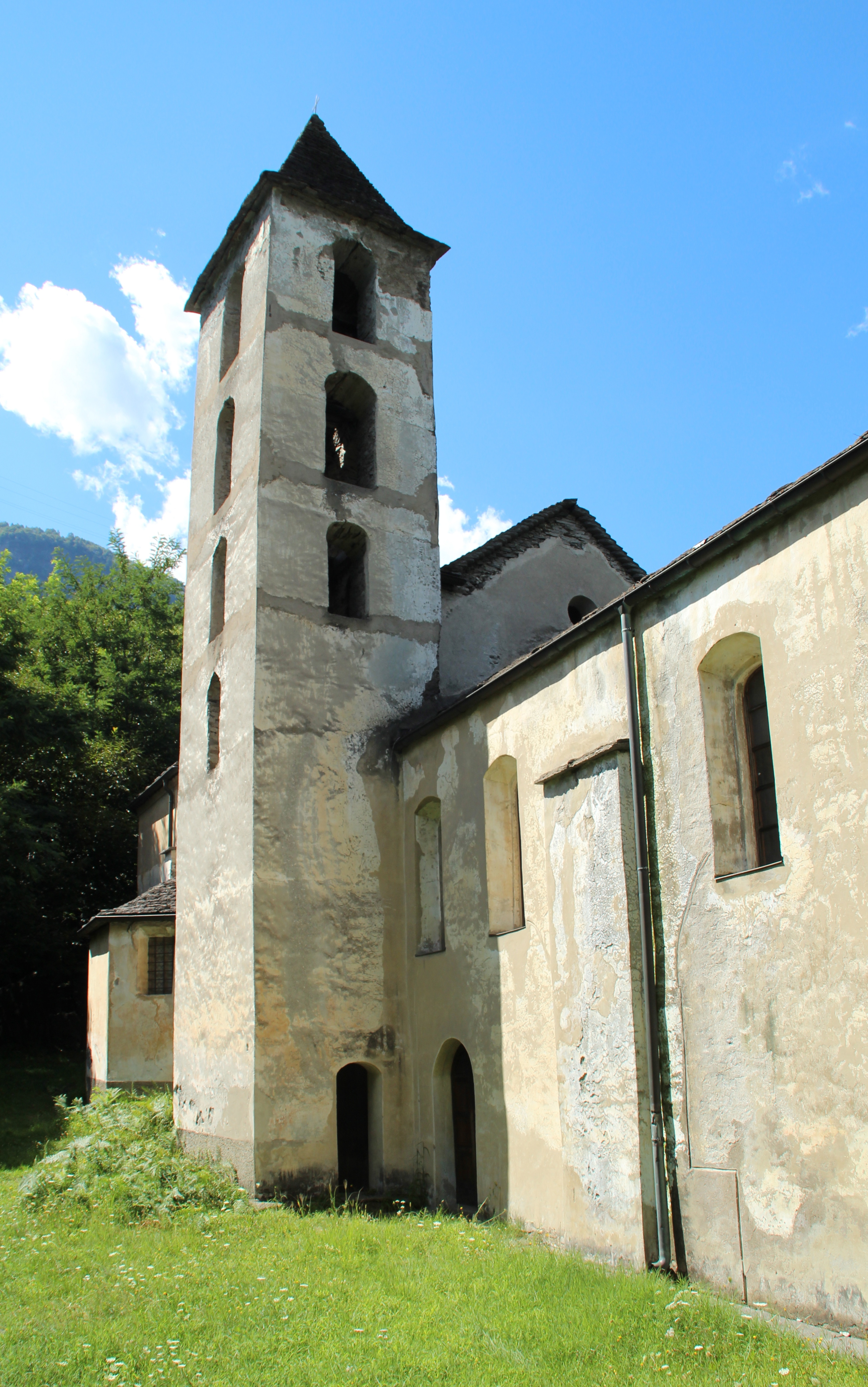
Ansicht von Süden

Die Kirche San Pellegrino steht abgelegen in einem Kastanienwald am einstigen Gotthard-Saumpfad (heute Wanderweg «Strada bassa») in der Nähe des Dorfteils Altirolo bei Giornico in der Leventina im schweizerischen Kanton Tessin. Sie gilt als die Kirche mit der reichsten Ausmalung des späten 16. Jahrhunderts des Kantons.

## Geschichte und Bau
Über die Entstehung der Kirche ist nichts bekannt. Geweiht ist sie dem heiligen Peregrinus Laziosi, die Weihe fand 1345 statt. Ursprünglich besass San Pellegrino einen Portikus, durch den die Strasse nach Chironico hindurchführte.
San Pellegrino ist ein langgestreckter geosteter Bau mit dreiseitigem Chorschluss. Links des Chors wurde 1591 eine der Madonna geweihte polygonale Kapelle angebaut. Der Turm mit Satteldach steht an der Südseite.1589 wurde die Kirche grosszügig nach Osten hin erweitert; dieser Teil wurde 1966/67 restauriert.
An der Talseite im Osten ist rechts das Wappen der Leventina abgebildet, links das Wappen des Kantons Uri, der von 1480 bis 1798 die Herrschaft über die Leventina ausübte. Beide Wappen sind überhöht von einer Darstellung Marias. Die Arbeiten stammen aus der Zeit um 1589.

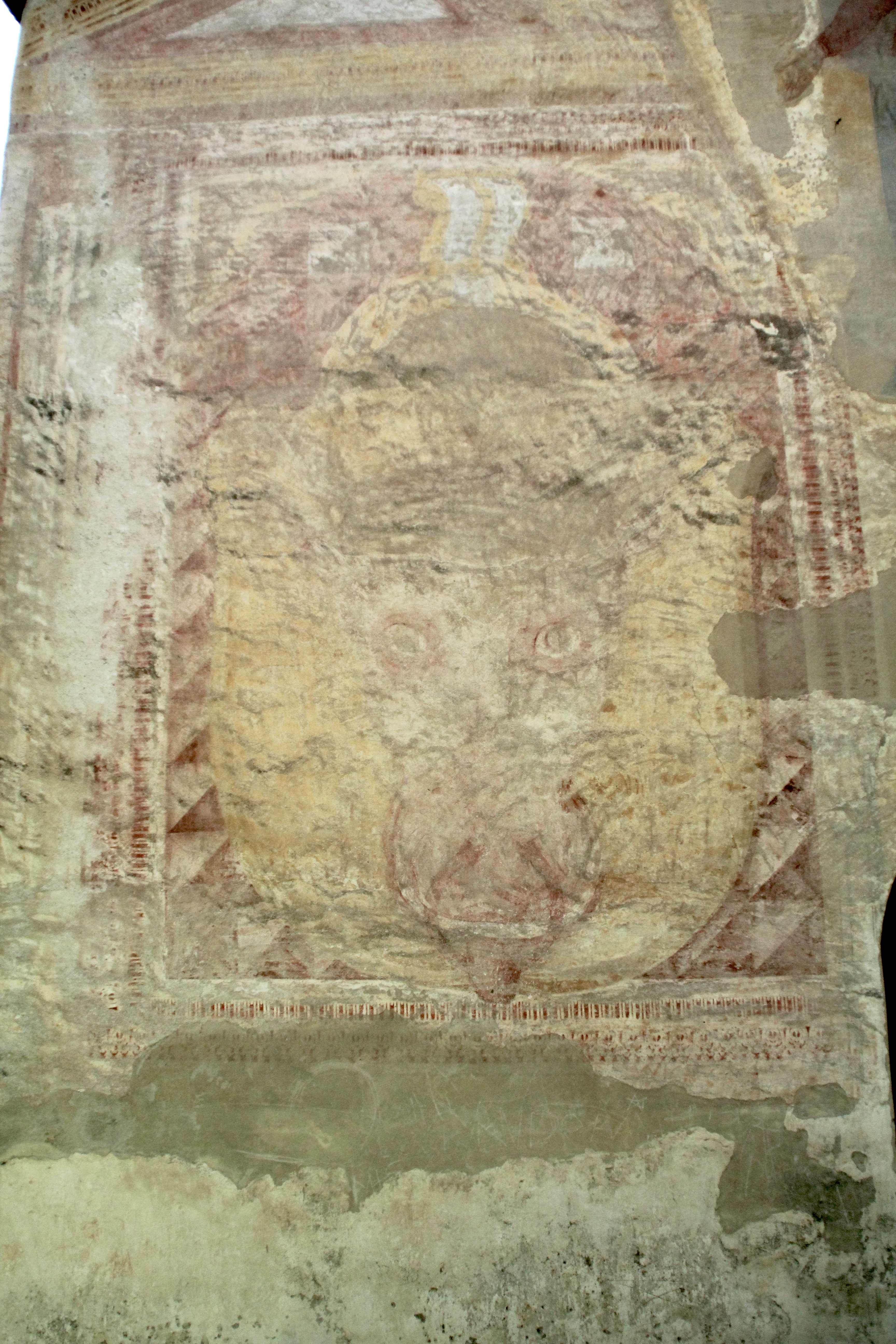
Wappen Kanton Uri
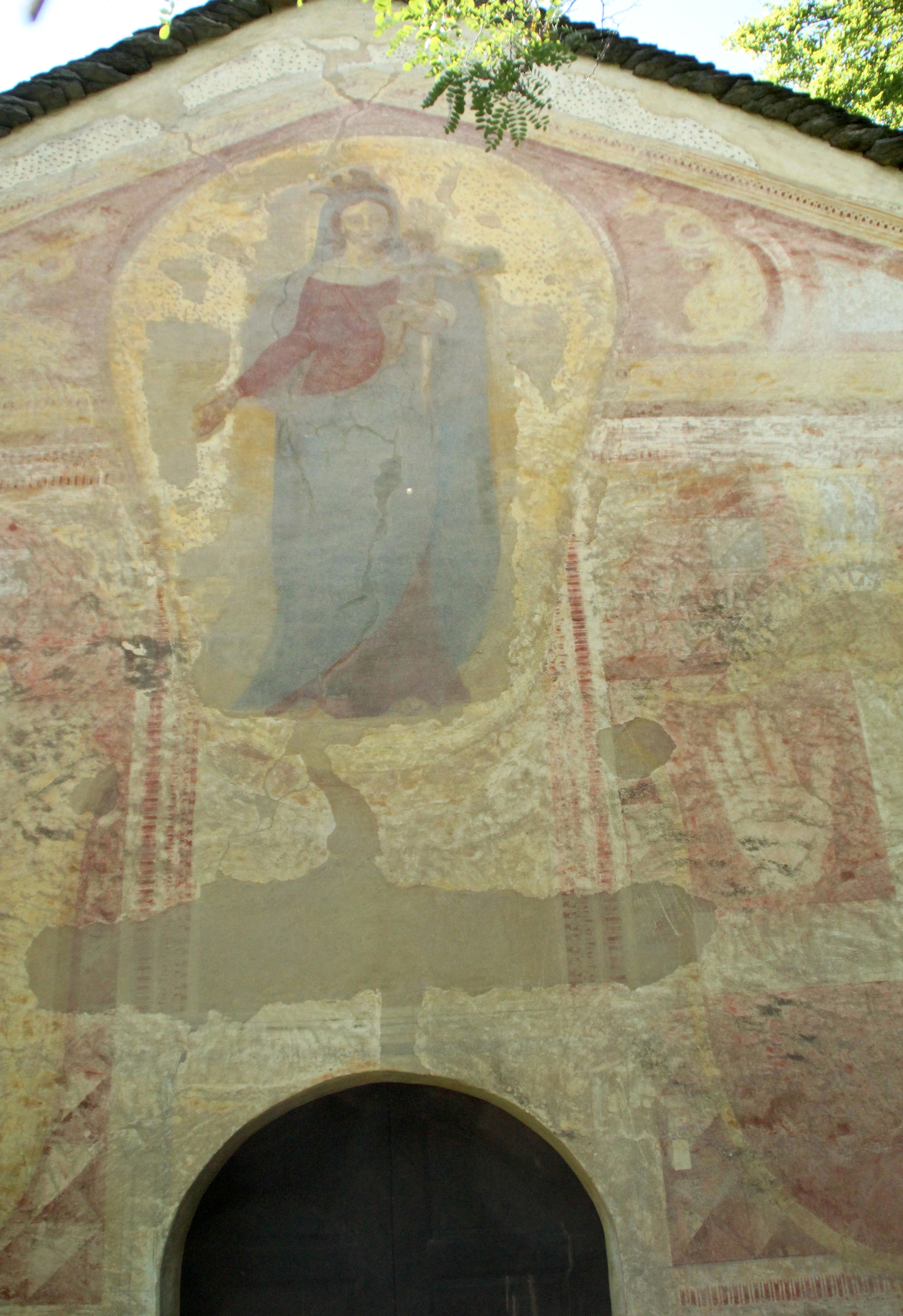
Madonna oberhalb der Wappen
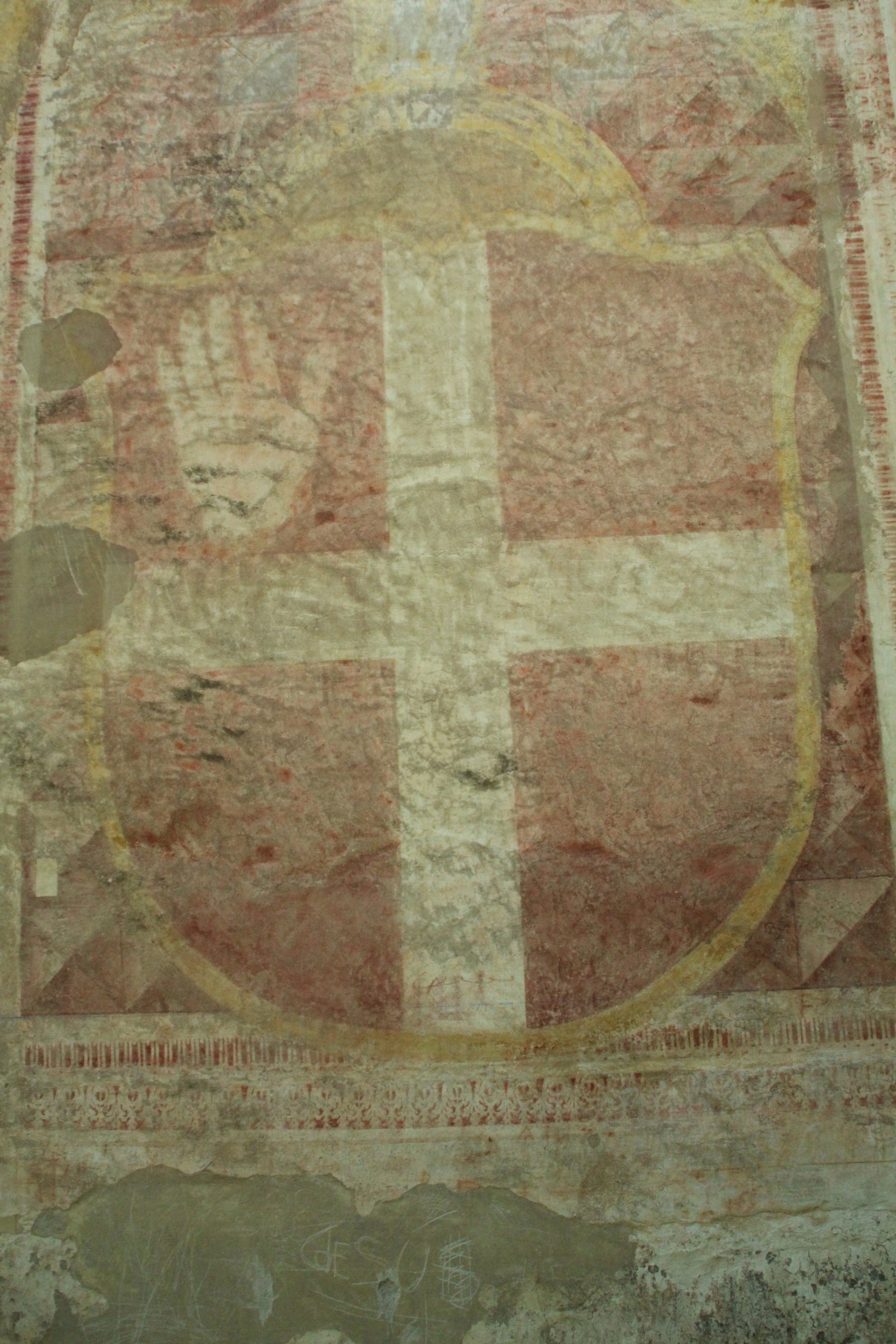
Wappen der Leventina

### Inneres

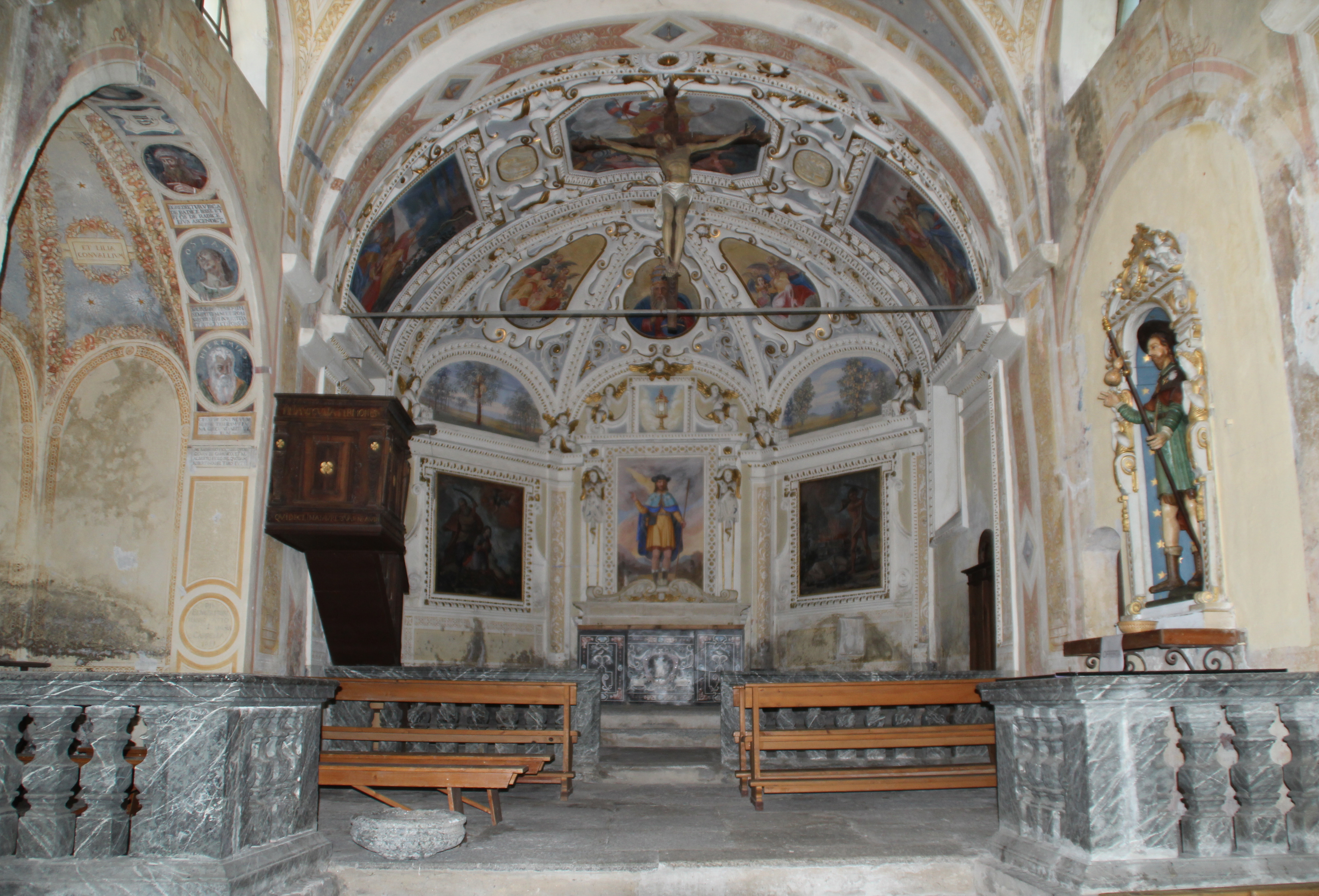
Blick zum Chor

Der westliche Teil ist durch ein massives Gitter vom östlichen Teil abgetrennt. Am Gitter trägt ein Balken die Inschrift «DIVO PELLEGRINO CONFESSORI BENEFACTORES DICABANT» (etwa «Dem heiligen Bekenner Pellegrinus weihten <dies> die Stifter (Wohltäter)»)
Im abgeschlossenen westlichen Teil sind zwei Schiffsjoche – bedingt durch das ansteigende Gelände stehen sie nicht auf gleichem Niveau – mit Kreuzgewölben bedeckt. Das Kirchenschiff ist durch einen Schwibbogen unterteilt.
Die Malereien stammen von Giovanni Battista Tarilli und Domenico Caresana aus Cureglia. An der östlichen Rückwand ist ein monumentales Jüngstes Gericht aus dem Jahr 1589 dargestellt. Zwischen den Fenstern sind grosse Apostelfiguren abgebildet, unterbrochen durch leere Nischen mit Illusionsmalerei. An den Seitenwänden des westlichen Schiffs haben sich vorzügliche Renaissancemalereien erhalten.
Der Hochaltar stammt aus der ersten Hälfte des 17. Jahrhunderts und zeigt ein Gemälde des heiligen Pellegrinus. Die geschnitzte Pellegrinus-Figur in einer nördlichen Altarnische stammt aus der Zeit um 1600. Die mit Intarsien verzierte viereckige Holzkanzel entstand im 17. Jahrhundert.

## Bilder

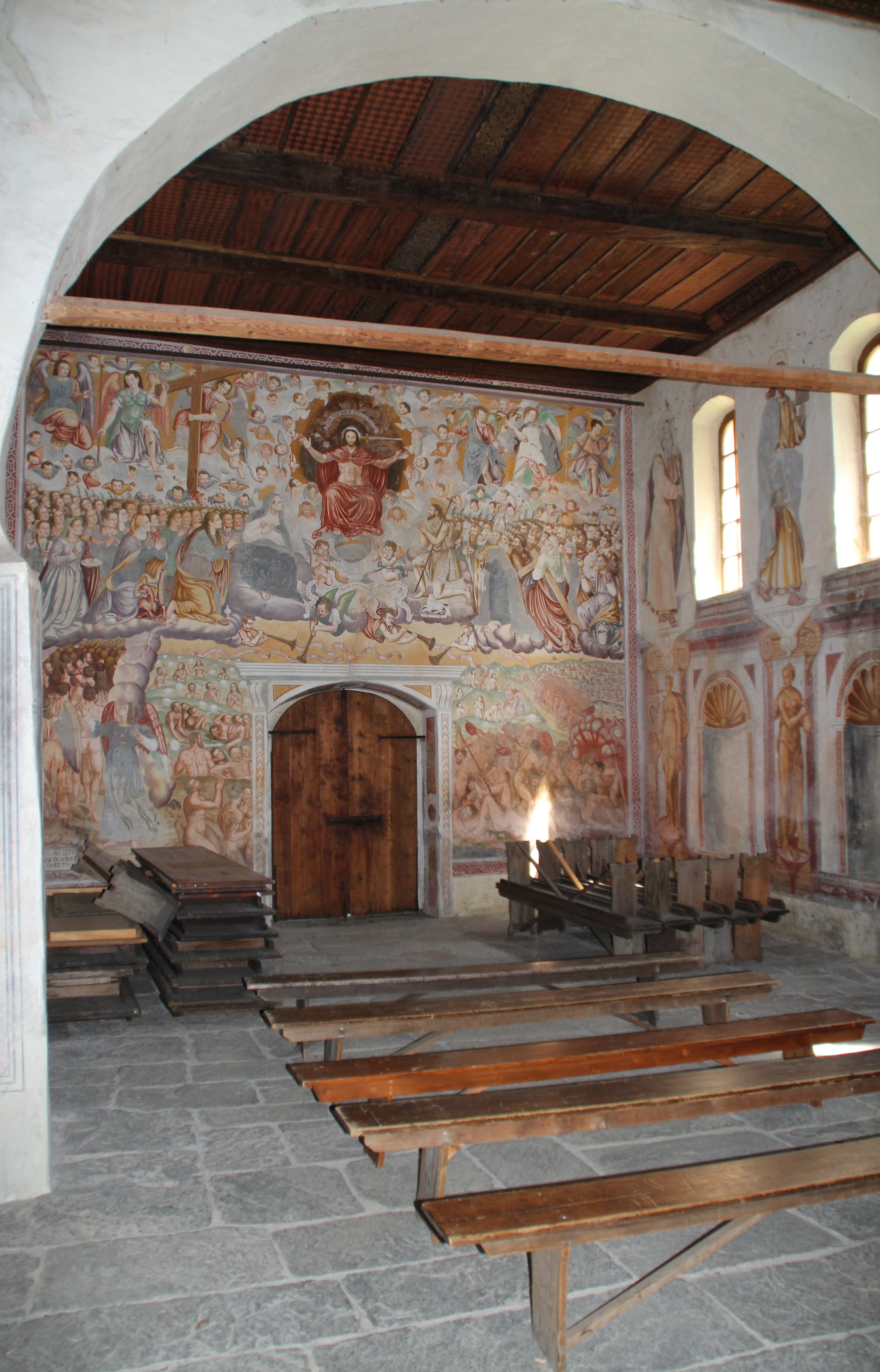
Innenraum
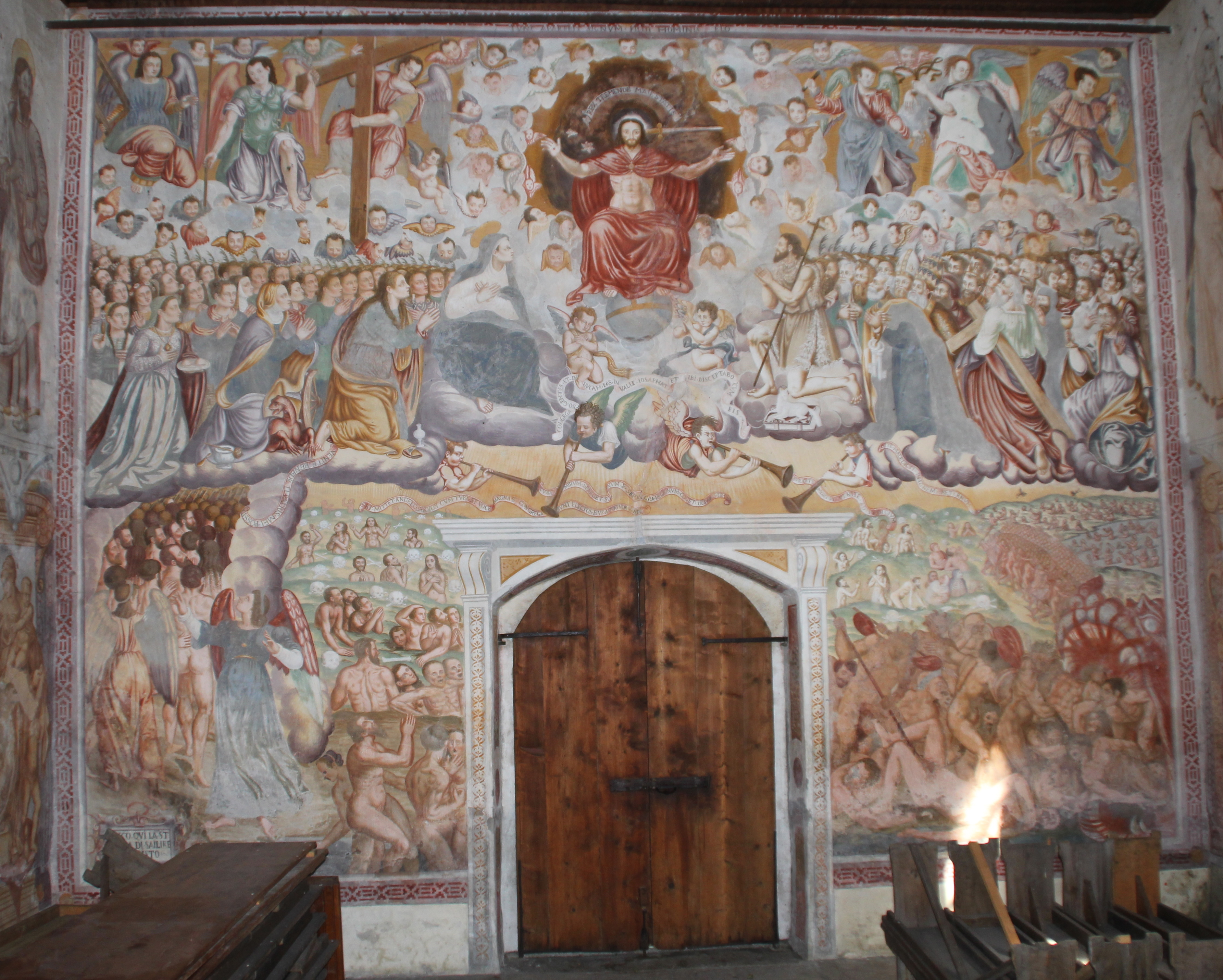
Jüngstes Gericht an der Rückwand
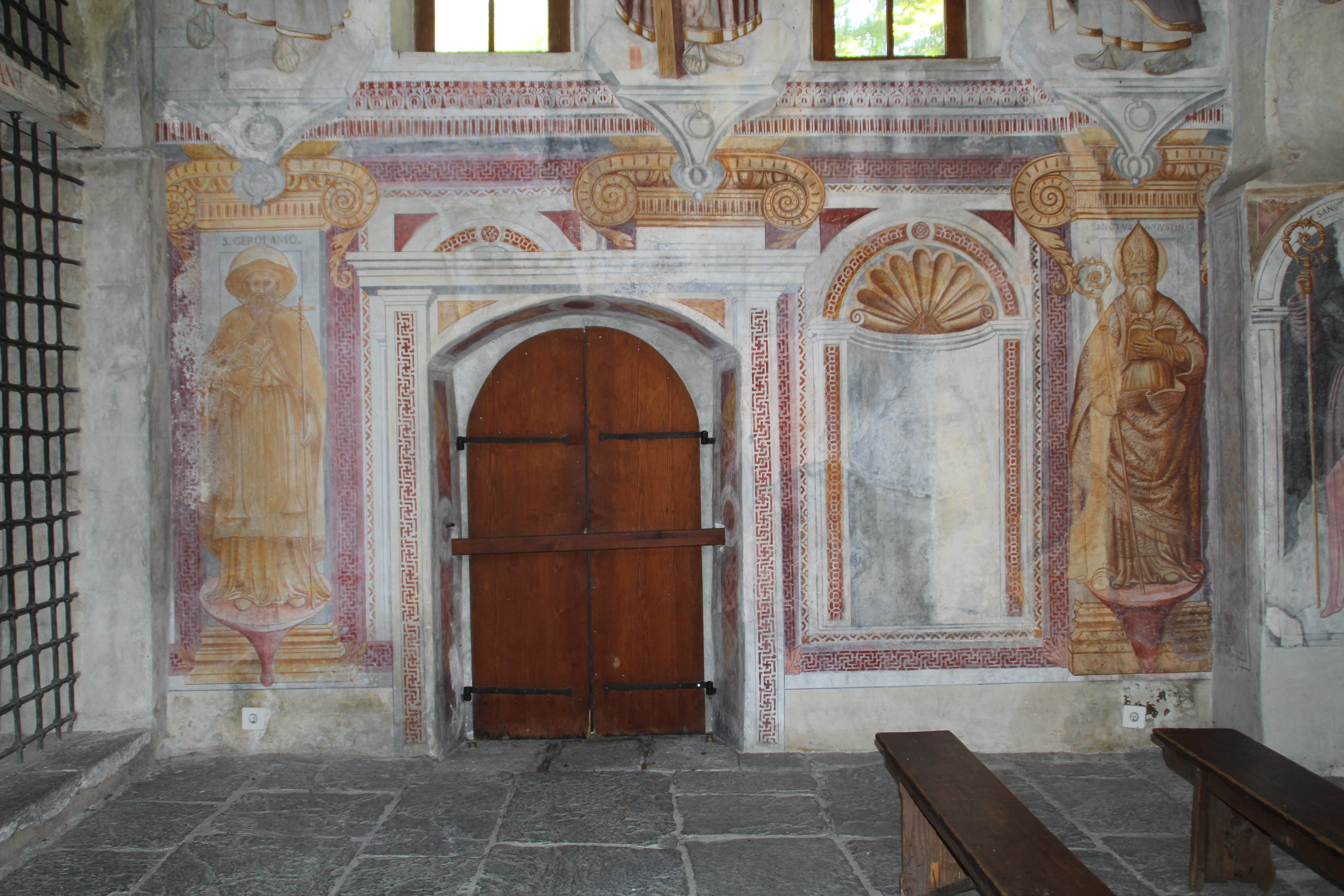
Nordwand
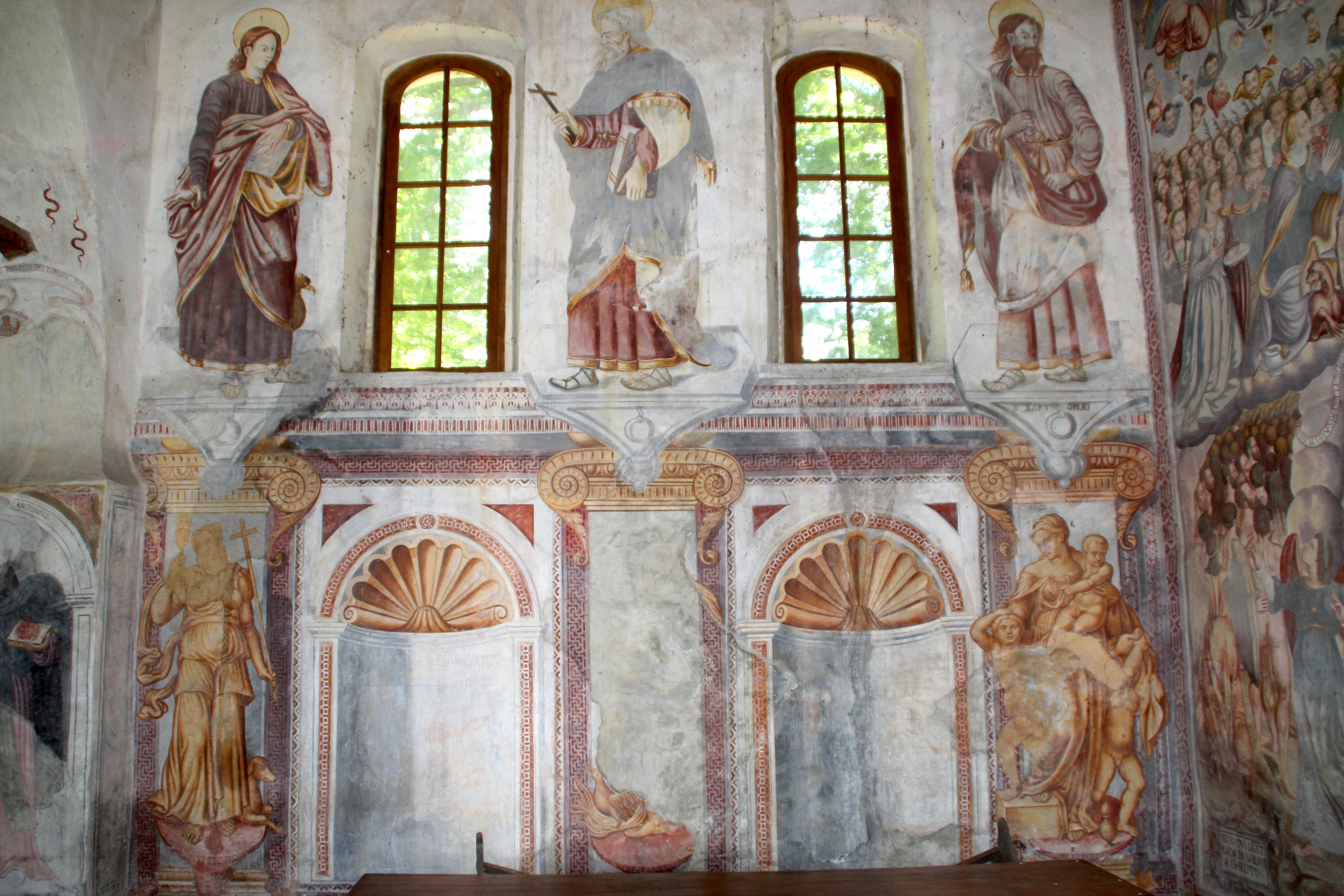
Südwand
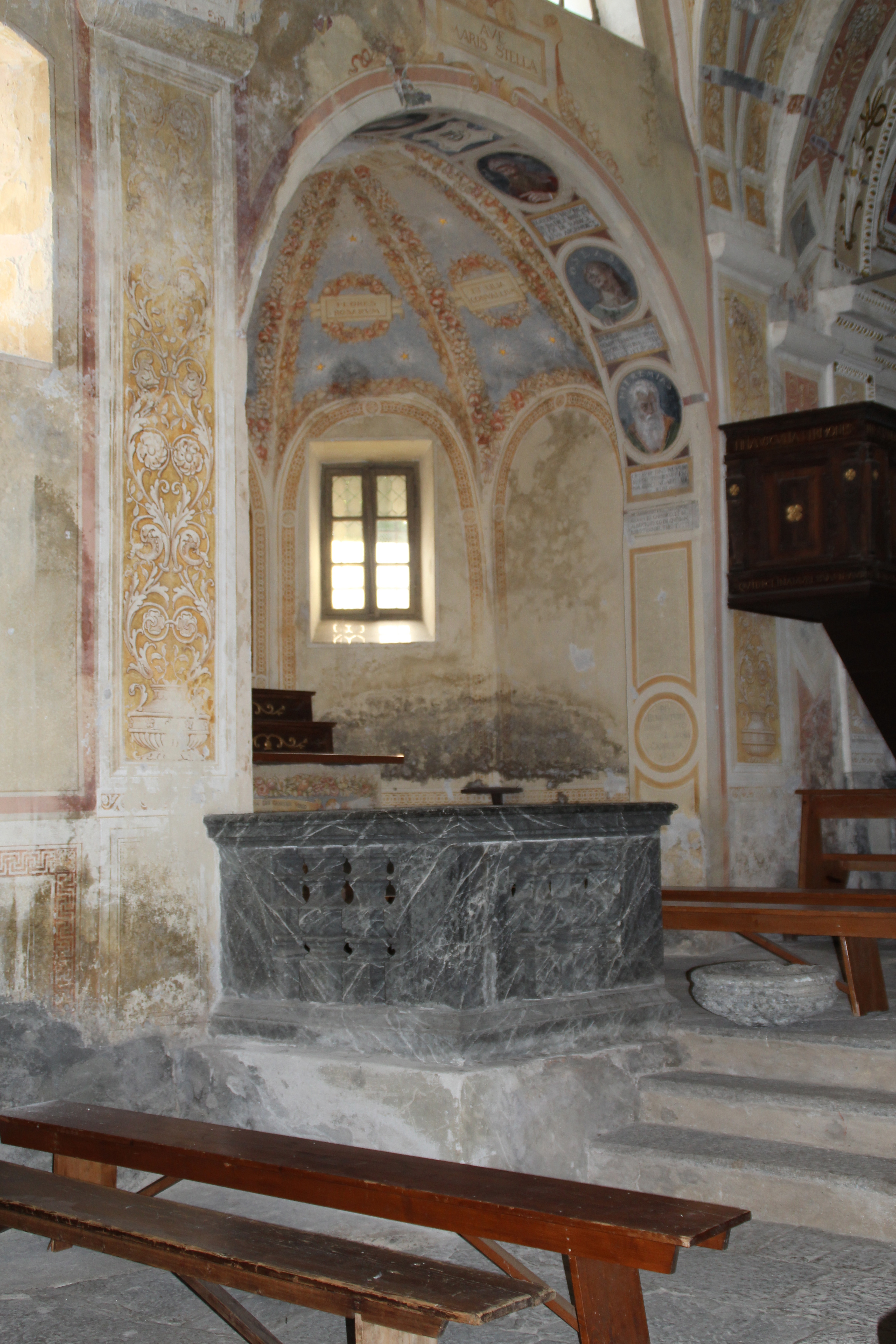
Seitenkapelle